# Заамурская пограничная железнодорожная бригада
Заамурская пограничная железнодорожная бригада (ждбригада, ждбр) — формирование (соединение — пограничная железнодорожная бригада) отдельного корпуса пограничной стражи (окПС) Вооружённых сил Российской империи (ВС РИ).
По боевому составу меньше дивизии. Предназначена для защиты и восстановления железной дороги.
В источниках встречается наименование — Заамурская железнодорожная бригада пограничной стражи.

## История
Заамурская железнодорожная бригада сформирована в 1903 году из управления и 4-х батальонов трёхротного состава, с началом Японской войны развёрнута по штатам военного времени, к середине мая 1904 года все её железнодорожные батальоны переведены на другой состав, 1-й и 2-й ождбатальон из трехротного состава перевели в четырёхротный а 3-й и 4-й — в пятиротный состав.. Ждбр окПС предназначена для железнодорожного обеспечения КВЖД, так как после боксёрского восстания русское правительство не доверяло строительство и эксплуатацию этой ж/д дороги китайским властям.
Железнодорожные роты Заамурской железнодорожной бригады формировали на базе существовавших в Русской императорской Армии железнодорожных и сапёрных формирований. В каждой железнодорожной роте по организационно-штатной структуре было предусмотрено 325 нижних чинов (солдат и унтер-офицеров), из которых 125 человек выделялись из железнодорожных и сапёрных формирований, а 200 человек — из пехотных формирований Приамурского военного округа. Железнодорожные батальоны формировали в волости Яблонна (под Варшавой), Никольск-Уссурийске, Барановичах и Ашхабаде.
В начале сентября 1903 года все части ждбригады были сосредоточены в Маньчжурии и приступили к выполнению задач по предназначению, то есть к строительству и эксплуатацию КВЖД. Заамурская железнодорожная бригада окПС, ещё до начала войны с Японией выполнившая значительные работы по усилению пропускной способности и достройке дороги, во время Японской войны явилась основной силой, обеспечивавшей перевозки и поддерживавшей КВЖД в нужном состоянии для нормальной эксплуатации и только благодаря отличной работе личного состава бригады окПС были обеспечены подвоз войск, материальных средств и эвакуация раненых и больных, а также восстановление разрушенных участков дороги в районах боевых действий.
В мирное время бригада входила в Заамурский округ (пограничный округ) Отдельного корпуса пограничной стражи. Его задача состояла в охране от бандитских нападений Китайско-Восточной железной дороги (КВЖД), станций, перегонов, разъездов и лесорубов, при строительстве и эксплуатации дороги. Протяжённость дороги со всеми подъездными путями составляла 2 400 верст. На вооружении находилось три блиндированных (с 1914—1940-х годов для защищенных сталью — броней применяют термин бронированных) поезда (БП) для перевозки личного состава в районах действий бандитских отрядов хунхузов. Каждый БП состоял одного — двух бронированных паровозов, 4-х грузовых вагонов полной защиты (преимущественно на грузовых Фокс-Абелевских металлических четырёхосных полувагонах) с бронированием от пола до крыши, и 4-х пассажирских вагонов частичной защиты (на металлических двухосных полувагонах) с бронированием от пола до линии окон. Блиндирование (бронирование) листами котельной стали толщиной 1/2 — 1/3 дюйма (6,35 — 4,23 мм), сдерживающих остроконечную винтовочную пулю на расстоянии от 200 шагов. Собственного вооружения на блиндированном поезде не предусмотрено.
В 1914 году Заамурская пограничная железнодорожная бригада состояла из управления и трёх полков широкой колеи, каждый восьмиротного состава. С объявлением мобилизации бригада оставалась на эксплуатации Китайско-Восточной железной дороги, подчиняясь командиру Корпуса пограничной стражи. В ходе войны бригада сформировала большое количество железнодорожных частей для театра военных действий.
Наличия ширококолейных железнодорожных батальонов с началом Первой мировой войны в 1914 году оказалось недостаточным, поэтому 1 сентября Главное управление Генерального Штаба вошло в Военный Совет с представлением о сформировании из состава Заамурской железнодорожной бригады для работы на дорогах Кавказского фронта 2-й Заамурской пограничной железнодорожной бригады. Эта бригада сформирована в составе управления бригады из 4 офицеров и 11 солдат и 1, 2, 3-го железнодорожных батальонов, каждый из 35 офицеров и 1 046 солдат.
А Заамурская пограничная железнодорожная бригада стала 1-й Заамурской пограничной железнодорожной бригадой. В январе 1916 года 4-я рота 1-го батальона 1-й Заамурской железнодорожной бригады под командованием капитана Крживоблоцкого в Одесских мастерских Юго-Западной железной дороги приступила к постройке моторного броневого вагона (МБВ) по проекту начальника военно-дорожного отдела Юго-Западного фронта подполковника Бутузова, который стал новинкой броневой техники того времени. МБВ был наименован «Заамурец». Работы завершены в октябре, а 16 ноября МБВ отправлен для охраны и обороны Ставки. Зимой и весной 1917 года МБВ «Заамурец» с экипажем использовался как зенитная самоходная установка (ЗСУ) в полосе обороны 8-й армии Юго-Западного фронта, летом участвовал в боях, а в сентябре отправлен в Одессу, где его застала Октябрьская социалистическая революция в России.

## Состав (дислокация)
Состав бригады в 1914 год:
- Управление бригады (Харбин, на 01.02.1913);
- 1-й Заамурский пограничный железнодорожный полк (Хайлар); Праздник 23.04; Старшинство 25.06.1903 года.
- 2-й Заамурский пограничный железнодорожный полк (Харбин); Праздник 25.01; Старшинство 25.06.1903 года.
- 3-й Заамурский пограничный железнодорожный полк (Эхо); Праздник 27.07; Старшинство 25.06.1903 года.
- 4-й Заамурский пограничный железнодорожный полк (Цицикар); Праздник 01.08; Старшинство 25.06.1903 года.
- Учебный батальон (Харбин, на 01.02.1913).

8 000 человек личного состава

## Командование (период)

### Командир
- генерал-майор Дориан (на 01.02.1913)

### НШ
- полковник Ивашкевич (на 01.02.1913)
- подполковник М. В. Колобов